# Eriocaulon mexicanum
Eriocaulon mexicanum là một loài thực vật có hoa trong họ Eriocaulaceae. Loài này được Moldenke mô tả khoa học đầu tiên năm 1937.